# (24713) Ekrutt
(24713) Ekrutt est un astéroïde de la ceinture principale.

## Description
(24713) Ekrutt est un astéroïde de la ceinture principale. Il fut découvert le 12 septembre 1991 à Tautenburg par Lutz Dieter Schmadel et Freimut Börngen. Il présente une orbite caractérisée par un demi-grand axe de 2,33 UA, une excentricité de 0,23 et une inclinaison de 4,9° par rapport à l'écliptique.

## Compléments